# سس ویژو
سس ویژو (به اسپانیایی: Sauce Viejo) یک منطقهٔ مسکونی در آرژانتین است که در بخش لا کاپیتال (سانتافه) واقع شده‌است. سس ویژو ۷۹ کیلومتر مربع مساحت و ۸٬۱۲۳ نفر جمعیت دارد.